# تريشيا فلوريس
تريشيا فلوريس (بالإنجليزية: Tricia Flores) هي منافسة ألعاب القوى بليزية، ولدت في 29 ديسمبر 1979 في بليز.

## وصلات خارجية
- تريشيا فلوريس على موقع الاتحاد الدولي لألعاب القوى (الإنجليزية)
- تريشيا فلوريس على موقع أوليمبيديا (الإنجليزية)
- تريشيا فلوريس على موقع اتحاد ألعاب الكومنولث (مؤرشف) (الإنجليزية)